# Salvador Martínez Laroca
Salvador Martínez Laroca (Vélez-Rubio, Almería, 1902 - Puebla de la Calzada, Badajoz, 1984) fue un médico y político español.

## Biografía
Hijo de una familia acomodada, estudió Medicina en la Universidad de Granada, licenciándose en la Universidad Central de Madrid. Abrió despacho como médico en su localidad natal, adquiriendo pronto fama de hombre bueno y solidario. Trataba por igual a gentes de distinta condición social y economía, dejando de cobrar a los más pobres cualquier servicio. Llegó a ser conocido entre las gentes como "el padre de los pobres" y en su vivienda se formaban largas colas de personas humildes venidas de todos los rincones para ser atendidas. Solicitaba dinero de las familias más ricas para entregarlo a las más pobres y, aunque no disponía de fortuna, sí destacaba su excelente material médico y quirúrgico y su biblioteca médica especializada. Participó en la creación de la Asociación Velezana de Asistencia Social donde se prestaba socorro y ayuda a los pobres. y en la guerra civil fundó la Casa de Maternidad donde se acogió a los niños evacuados del frente de Madrid.

### Alcalde de Vélez-Rubio
En el terreno político se inició en la década de 1920, en plena dictadura primoriverista, enfrentado al alcalde de la localidad, Fernando Guirao Alcázar. Fue elegido concejal por el Grupo de Acción Republicana (AR) en las elecciones municipales de 12 de abril de 1931 que dieron lugar a la proclamación de la Segunda República, pero fueron anuladas en Vélez-Rubio como en casi todos los municipios almerienses, repitiéndo acta de concejal en las celebradas mes y medio después, en mayo. El nuevo ayuntamiento se conformó con mayoría republicana y Martínez Laroca fue elegido alcalde con catorce votos a favor y uno en blanco, aunque su partido, Acción Republicana, solo contaba con seis actas de concejal. En 1933 dimitió como alcalde al ser nombrado presidente de la diputación de Almería durante unos meses. Regresó en noviembre de dicho año y mantuvo la alcaldía hasta la suspensión de la misma por la Confederación Española de Derechas Autónomas (CEDA) en marzo de 1934. La victoria del Frente Popular en las elecciones generales de febrero de 1936 supuso el levantamiento de las suspensiones en toda España, recuperando Martínez Laroca la alcaldía (ahora integrado Izquierda Republicana) hasta septiembre de 1936, cuando dimitió forzado por los comités locales creados tras el golpe de Estado que dio lugar a la Guerra Civil.
En su labor como alcalde fue reconocido por sus compañeros de corporación como un hombre entregado, que había procurado la mejora de las condiciones de los velezanos, instruido y dedicado a procurar el entendimiento entre los vecinos. Sin embargo, como en la mayoría de los ayuntamientos de España, el triunfo de la derecha cedista le apartó de la alcaldía con cargos instruidos por el nuevo gobernador en una suerte de revancha, acusándole de instigar una huelga de olivareros, haberlos "obsequiado" durante el tiempo que permanecieron detenidos, ser "pernicioso y peligroso para el orden público" y haber fomentado el enfrentamiento entre obreros y propietarios y privar a estos de sus derechos. Retomó su labor en febrero de 1936 impulsando los proyectos pendientes para mitigar el paro y crear los grupos escolares, al tiempo que hubo de dedicar esfuerzos para evitar las conspiraciones falangistas y fue elegido compromisario para la elección del Presidente de la República en abril de 1936 por la circunscripción electoral de Almería.

### Guerra Civil
Cuando se produjo la sublevación militar, inicio de la Guerra Civil, el mismo 18 de julio publicó un bando animando a la población a la serenidad y vigilancia. Desde su puesto como alcalde ayudó en evitar el golpe de Estado en su localidad y en la provincia de Almería, apoyando las acciones que evitasen la guerra y el triunfo de los sublevados, todo ello en defensa de la legalidad. Creados los Comités Populares, presidió el de Vélez-Rubio. Junto con otros políticos republicanos y socialistas de la localidad, dio amparo y cobijo a miembros de la derecha política, sacerdotes y, en general, perseguidos de toda la provincia por grupos incontrolados, garantizando y asegurando sus vidas. Destacó en la protección de las monjas del convento de Vélez-Rubio, así como en evitar la quema de iglesias e imágenes religiosas. No obstante, en septiembre de 1936 se vio obligado a dimitir por la intromisión en el Comité Popular de elementos extremistas y considerar que se marginaba a Izquierda Republicana. Los enfrentamientos en el seno de los republicanos durante el final de 1936 y principios de 1937 llevaron a que el gobernador civil de Almería, Gabriel Morón, ordenase la detención de Martínez Laroca, siendo trasladado a la capital almeriense. Aunque con la estabilización de las instituciones a principios de 1937 se permitió su vuelta a Vélez-Rubio, Martínez Laroca, que había viajado a Valencia para trabajar en el Hospital Médico de Evacuación, prefirió quedarse en la capital del Turia. Allí trabajó hasta abril de 1939 con plena dedicación y gran satisfacción de sus compañeros de profesión que reconocieron en él un médico de gran valía.

### Represión y cárcel
El 4 de abril de 1939, tres días después de acabar la guerra, Martínez Laroca fue detenido en Valencia por la denuncia de un vecino, siendo trasladado a la prisión de Vélez-Rubio el 15 de abril y permaneciendo allí once meses en los que fue sometido a diferentes vejaciones. Después fue trasladado preso a Granada, donde fue juzgado. Bajo la acción de la Guardia Civil y los falangistas velezanos, se le llamó el "cacique rojo", "matón" y "chulesco tabernario", acusado de la "descristianización" de la localidad, "embaucador y masón", y malversador, atribuyéndosele todas las persecuciones y abusos que se pudieran haber cometido durante la Segunda República y la guerra, si más pruebas que algunos testimonios. Martínez Laroca aportó multitud de testimonios escritos de personas de la derecha almeriense que afirmaban lo contrario, si bien jugó en su contra que algunos convecinos a los que había ayudado, bien por miedo, bien por cobardía, habían testimoniado en su contra. El instructor de la causa concluyó que "...aunque enemigo de la comisión de delitos, y no obstante la ayuda y protección que ha dispensado a muchas personas de orden, y que en nada desvirtúan las graves acusaciones que se le imputan, es el prototipo del perverso político, de los que tantos ha padecido España, ...". El 6 de junio de 1940 fue condenado en Granada por el delito de "adhesión a la rebelión militar" a pena de reclusión perpetua a treinta años.
Tras un periplo por varias cáceles, fue indultado a principios de 1946. Se estableció en Madrid y después en Puebla de la Calzada, donde siguió atendiendo a las gentes más pobres a pesar de que había sido privado de ejercer la medicina. Aunque vivió hasta más allá de la muerte del dictador y el inicio de la transición democrática, nunca volvió a Vélez-Rubio a pesar de habérsele pedido por los socialistas velezanos con motivo de brindarle un homenaje.